# Николай Трифон
Никола Трифон (на арумънски: Nicolas Trifon, на румънски: Nicolas Trifon, на френски: Nicolas Trifon) е румънски писател, редактор и социолингвист, специалист по арумънски език и анархист.

## Биография
Роден е на 29 май 1949 година в Букурещ в арумънско семейство с произход от битолското влашко село Маловище. Никола Трифон живее във Франция от 1977 г. и има докторска дисертация по лингвистика (Париж, EHESS, 1983 г.), озаглавена „Вицове: говорещи маси и марксистко-ленинска реторика на властта“, което довежда до няколко публикации в списания (Change International, Babylon, International Journal of Rumanian Studies). Няколко години води предавания по Радио Либертер.
Благодарение на създадените чрез жена му, французойка връзки, Трифон бяга от сталинисткия режим в Румъния. С помощта на испански емигранти, се включва в организация, която е в процес на трансформиране в анархистическа бойна група.
Издателски директор на „Изток“: либертарианско  списание за източните страни между 1983 и 1991 г. На страниците на това списание Николай Трифон първоначално на румънски през 1981 г., публикува под заглавие „Какво искат анархистите ?“ манифест който, според достъпните сведения е единствената анархистическа програма на румънски език от този период. „Изток“ е списание, издавано от колектив изгнаници от България, Румъния и Полша и от Югославия по времето, когато се намира на ръба на разпадането. Първоначално това е българоезично списание, управлявано от 1975 г. от Тодор Митев и Никола Тенджерков.
Умира на 18 август 2023 година в Париж.

### За новоговора
- „Mutisme et bavardage à l’Est : peuple muet ou masses parlantes?“ in Babylone n° 2-3, Paris, 10/18, 1984, pp. 143-169.
- „La novlangue à l’Est, in La quinzaine littéraire“, n° 411, Paris, février 1984, pp. 9-10
- „L’institutionnalisation lexicale du politique en Roumanie autour de 1950“ in International journal of Rumanian studies, vol. 5 (1987), n° 2, pp. 71-86.
- „Le support lexicographique de la déstalinisation en Roumanie“ in Mots, les langages du politique, n° 21 (décembre 1989) et 22 (1990), pp. 102-108 et 101-115.

### За реално съществуващия тоталитаризъм
- „Dissidence et opposition ouvrière au capitalisme d’État“, in La rue, n° 32, Paris, 1983, pp. 36-52.
- „De la résistance à la dissidence: entretien entre Paul Goma et Nicolas Trifon“, in Iztok, n° 5 bis (septembre 1982).
- „Introduction au problème tzigane à l'Est: entretien avec Alexandru Danciu-Nicolae Gheorghe“, Iztok, n° 5 si 6, Paris, 1982 și 1983.
- „Le mode de domination soviétique en Europe de l’Est: limites économiques et enjeu social“, in Agora, Toulouse, juin 1983, pp. 11-14.
- Le totalitarisme réellement existant”, in IRL journal d’expressions libertaires, n° 56, Lyon, juillet 1984, pp. 27-31.
- „Le syndicalisme: révolutionnaire à l’Est?” in Anarcho-syndicalisme et lutes ouvrières, Lyon, ACL, 1985, pp. 87-99.

### За посткомунистическа Румъния
- Dérive et Thermidor communistes en Roumanie: l’exemple syndical: 22 décembre 1989-20 mai 1990 / rapport réalisé pour la Confédération générale du travail – Force ouvrière sous convention avec l’Institut de recherches économiques et sociales (IRES), Paris juin, 1990, 99 p.
- L’après-Ceausescu, ouvriers roumains 90 / dossier réalisé sous la dir. de Nicolas Trifon; Iztok, n° 20, pp. 3-84, Paris, juin 1991. Cf.  [archive]
- „Paul Goma et Norman Manea : le témoignage littéraire dans l’engrenage de la concurrence mémorielle”, Courrier des Balkans, le 10 juillet 2008. Cf. [archive]
- „Les Roumains rattrapés par les Coumans: Neagu Djuvara secoue l’historiographie roumaine“, Courrier des Balkans, le 29 august 2007. Cf. [archive]
- „Roumanie, retour sur L’illusion de l’anticommunisme“, in Au sud de l'Est, n° 6 (2009).Cf. [archive]
- „Cioran rattrapé par les siens”, in Courrier des Balkans, le 17 avril 2009.
- „Du capitalisme d'État au capitalisme tout court”, in Au sud de l'Est, n° 7 (2010).

### За арумъните
- „Ni Bucarest, ni Athènes…“, in Zboru a nostru=Unser Wort, n° 41, Freiburg I Br., 1994, pp. 45-50.
- „T.J. Winnifrth à la rencontre des Aroumains“ , in Lupta=Le combat, n° 268, Saint-Cloud, juin 1996.
- „Les Aroumains, plus grecs que les Grecs“, in Geographie et culture, n° 16, Paris 1995, pp. 105-121. Cf. [archive]
- L’odyssée balkanique des Aroumains » in Esprit, n° 288, Paris, 2002, pp. 168-172.
- „Des Aroumains aux Tsintsars“, postface à La toison d’or. 1 Premier registre / Boris Pekic, Agone, Marseille, 2002, 574 p. Cf. [archive]
- Réponse à „Qui sont les Aroumains et que recherchent-ils par leur propagande: les Hellènes Valaques et Fara armãneascã de Ioannou Averof dans le quotidien grec To Vima daté du 9 juillet 2006. Cf. [archive]
- Traduction (avec Mariana Bara) et postface à Nous, les poètes des petits peuples: poèmes en macédonarman (aroumain) / Noi, poetslji a populiloru njits : poemi tu limba makedonarmâna (armâna)/choix de poèmes et introduction de * Kira Iorgoveanu-Mantsu, Charleroi (Belgia), 2007, 335 p.
- „Les Aroumains en Roumanie depuis 1990: comment se passer d'une (belle-)mère patrie devenue encombrante“, in Revue d’études comparatives Est-Ouest, n° 38-4, pp. 173-200, Paris, 2008. Cf. [archive]
- Les Aroumains: un peuple qui s'en va, Non lieu, 2013.

### За Република Молдова
- „A propos des fascistes, revanchards et autres irrédentistes“, Courrier des Balkans, le 30 avril 2009. Cf. [archive]
- „Moldavie: désamour et amour avec la Russie“, Grande Europe, n° 30, Paris, Documentation française, 2011. Cf. [archive]
- „L’emprise de Moscou sur la République de Moldavie : état des lieux”, Géoéconomie, Institut Choiseul, n° 70, Paris, mai 2014.

### За Югоизточна Европа
- „Polis versus ethnos: nouveaux regards sur la Macédoine antique“, Courrier des Balkans, le jeudi 31 mai 2007. Cf. [archive]
- „Si Alexandre était skopjien... retour sur le conflit nominal entre la Grèce et la République de Macédoine“, Courrier des Balkans, le 17 juillet 2007. Cf. [archive]
- „Bonjour Kosova“, in Courant alternatif, n° 183, Reims, octobre 2008, pp. 19-21.
- „Patrimoine des Balkans: Voskopojë en Albanie, un héritage embarrassant ?, Courrier des Balkans“, le 19 janvier 2006.